# Ласси (Кальвадос)
Ласси́ (фр. Lassy) — коммуна во Франции, находится в регионе Нижняя Нормандия. Департамент коммуны — Кальвадос. Входит в состав кантона Конде-сюр-Нуаро. Округ коммуны — Вир.
Код INSEE коммуны — 14357. Из местечка Ласси происходит баронский род Ласси, с XII века обосновавшийся в Ирландии.

## Население
Население коммуны на 2010 год составляло 348 человек.
| 1962 | 1968 | 1975 | 1982 | 1990 | 1999 | 2010 |
| ---- | ---- | ---- | ---- | ---- | ---- | ---- |
| 474  | 449  | 385  | 311  | 289  | 327  | 348  |

## Экономика
В 2010 году среди 218 человек трудоспособного возраста (15—64 лет) 158 были экономически активными, 60 — неактивными (показатель активности — 72,5 %, в 1999 году было 67,0 %). Из 158 активных жителей работали 134 человека (73 мужчины и 61 женщина), безработных было 24 (12 мужчин и 12 женщин). Среди 60 неактивных 15 человек были учениками или студентами, 31 — пенсионерами, 14 были неактивными по другим причинам.